# 飾鰭斜棘䲗
飾鰭斜棘䲗（学名：Repomucenus ornatipinnis）为䲗科斜棘䲗屬下的一个种，又名老鼠、狗圻。分布于朝鲜至日本、台湾岛以及中国东海、黄海等海域。该物种的模式产地在日本海。